# Les Veces
Les Veces és una masia situada al municipi de Navès, a la comarca catalana del Solsonès.

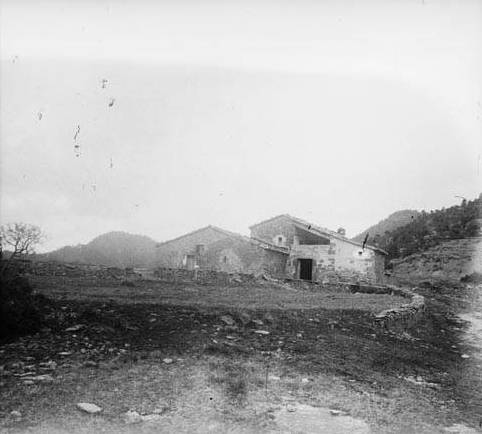
El mas, en una imatge de 1913, de Cèsar August Torras